# Adrien de Carné
Pour les articles homonymes, voir de Carné.
Adrien de Carné, né le 5 décembre 1854 à Brest et mort le 13 janvier 1943 à Bourg-la-Reine, est un écrivain, peintre, poète et dramaturge français de langue française et bretonne.

## Biographie
Adrien Ernest Michel Honoré Anne de Carné de Carnavalet est le fils de Palamède de Carné de Carnavalet et de Félicité Chesnel.
Il est membre de la Société des gens de lettres, de l'Académie de la langue bretonne et de l'Union régionaliste de Bretagne. Il est admis comme barde au Gorsedd de Bretagne et a comme nom de barde et pseudonyme littéraire Barz an Arvor.

## Œuvres
- La Fiancée de Gaël, 1891.
- L'Âme et l'Amour, 1893.
- Clairs de lune, 1894.
- L'Ombre de Clytemnestre, 1895.
- Béatrice, 1897.
- L'Oranger de la reine, 1898.
- Vers la gloire, 1901.
- Les Conquérants divins, 1909.

- Prix François-Coppée 1911 de l’Académie française.
- La Légende de saint Christophe, 1911.
- Kristof ar c'hrenv, 1911.
- An aotrou Flammik, 1911.
- Saik ar paotr fin, 1912.
- La Nuit de Noël, 1913.
- L'Argile sacré, 1924.
- Ar Mab foran, Moullerez ru ar C'hastell, Brest, 1922.
- An tri goulenn, 1926.
- Yannig mil vicher, 1927.
- Fanch ar Pennok, 1928.
- An Aotrou Fich-Fich, 1929.
- Penn skanv a blac'h, 1929.
- Le Poème des merveilles, 1929.
- Bioc'h Alanig, 1930.
- An tri breur, 1931.
- Tri-ugent mil lur, 1932.
- Dans ar Gonandoned, 1933.